# Euproctis abina
Euproctis abina är en fjärilsart som beskrevs av Stoll 1782. Euproctis abina ingår i släktet Euproctis och familjen tofsspinnare. Inga underarter finns listade i Catalogue of Life.